# Josh Martin (calciatore)
Joshua Saul Martin, noto come Josh Martin (Luton, 9 settembre 2001), è un calciatore inglese, attaccante del Cheltenham Town.

## Biografia
Nato a Luton, Martin ha origini inglesi, irlandesi e portoghesi.

## Caratteristiche tecniche
È un'ala sinistra che può giocare anche nella corsia opposta.

## Carriera
Cresciuto nel settore giovanile dell'Arsenal, il 20 marzo 2019 è stato acquistato dal Norwich City. Aggregato inizialmente alla formazione under-23, a partire dalla ripresa del campionato 2019-2020 al termine dello stop dovuto alla pandemia di COVID-19 è stato promosso in prima squadra firmando anche un rinnovo contrattuale fino al 2023. Il 19 giugno 2020 ha debuttato fra i professionisti subentrando nei minuti finali dell'incontro casalingo perso 3-0 contro il Southampton. Con la squadra già retrocessa, Martin totalizzò cinque presenze in campionato, tutte terminate con la sconfitta della propria squadra e tutte subentrando nel finale di gara, totalizzando meno di 45 minuti in campo.
Con la retrocessione della squadra in Championship inizialmente Martin trovò più spazio, tanto da giocare per la prima volta titolare alla tredicesima giornata contro lo Stoke City, gara in cui fornì l'assist per il temporaneo 0-3 a Pukki; il 5 dicembre 2020 Martin segnò la sua prima rete in campionato, dando il via alla rimonta contro lo Sheffield Weds. Progressivamente, però, finì fuori rosa e le sue presenze si limitarono ai campionati giovanili, tanto che a fine stagione totalizzò appena nove presenze.
Nell'estate del 2021, nonostante la squadra avesse vinto il campionato facendo ritorno in Premier League, Martin scese di categoria, andando in prestito al MK Dons in League One; con tale squadra le presenze di Martin andarono addirittura a diminuire, tanto che a gennaio aveva giocato appena cinque gare in campionato, tutte partendo dalla panchina. A metà gennaio 2022 tornò quindi alla base per essere girato immediatamente al Doncaster, altra squadra di League One; qui la musica cambiò e Martin giocò subito titolare nella sconfitta contro il Cambridge Utd, trovando la rete il 22 febbraio 2022 nella gara vinta contro l'Accrington Stanley. In mezza stagione col Doncaster totalizzò 20 presenze in campionato (tutte da titolare) con 4 reti all'attivo, saltando un unico incontro; ciò non bastò ad evitare alla squadra la retrocessione il League Two.

## Statistiche
Statistiche aggiornate al 19 agosto 2020.

### Presenze e reti nei club
| Stagione        | Squadra         | Campionato      | Campionato | Campionato | Coppe nazionali | Coppe nazionali | Coppe nazionali | Coppe continentali | Coppe continentali | Coppe continentali | Altre coppe | Altre coppe | Altre coppe | Totale | Totale | Totale |
| Stagione        | Squadra         | Comp            | Pres       | Reti       | Comp            | Pres            | Reti            | Comp               | Pres               | Reti               | Comp        | Pres        | Reti        | Pres   | Reti   |        |
| --------------- | --------------- | --------------- | ---------- | ---------- | --------------- | --------------- | --------------- | ------------------ | ------------------ | ------------------ | ----------- | ----------- | ----------- | ------ | ------ | ------ |
| 2019-2020       | Norwich City    | PL              | 5          | 0          | FACup+CdL       | 0               | 0               |                    | -                  | -                  |             | -           | -           | 5      | 0      |        |
| 2020-2021       | Norwich City    | FLC             | 9          | 1          | FACup+CdL       | 1+1             | 0+0             |                    | -                  | -                  |             | -           | -           | 11     | 1      |        |
| Totale Norwich  | Totale Norwich  | Totale Norwich  | 14         | 1          |                 | 2               | 0               |                    | -                  | -                  |             | -           | -           | 16     | 1      |        |
| 2021-2022       | MK Dons         | FL1             | 5          | 0          | FACup+CdL+EFLT  | 1+1+5           | 0+0+0           |                    | -                  | -                  |             | -           | -           | 12     | 0      |        |
| 2021-2022       | Doncaster       | FL1             | 20         | 4          |                 | -               | -               |                    | -                  | -                  |             | -           | -           | 20     | 4      |        |
| Totale carriera | Totale carriera | Totale carriera | 39         | 5          |                 | 9               | 0               |                    | -                  | -                  |             | -           | -           | 48     | 5      |        |

## Palmarès

### Club

#### Competizioni nazionali
- Campionato inglese di seconda divisione: 1

Norwich City: 2020-2021
- Football League One: 1

Portsmouth: 2023-2024